# Троянка (Николаевская область)
Троянка (укр. Троянка) — село в Казанковском районе Николаевской области Украины.
Основано в 1890 году. Население по переписи 2001 года составляло 211 человек. Почтовый индекс — 56032. Телефонный код — 5164. Занимает площадь 0,658 км².

## Местный совет
56032, Николаевская обл., Казанковский р-н, с. Новофёдоровка, ул. Мира, 40